# Черазе (Кјети)
Черазе (итал. Cerase) је насеље у Италији у округу Кјети, региону Абруцо.
Према процени из 2011. у насељу је живело 12 становника. Насеље се налази на надморској висини од 186 м.